# Sant Joan de Benavent de Segrià
Sant Joan de Benavent de Segrià és una església barroca de Benavent de Segrià (Segrià) inclosa a l'Inventari del Patrimoni Arquitectònic de Catalunya.

## Descripció
Església de tres naus, totes de la mateixa altura, que segueix l'estil classicista, com el nítid frontó de la façana, però amb bastants aportacions decoratives més pròximes al barroquisme localista més típic de totes aquestes esglésies de la plana del segrià. La seva ubicació com a objecte situat enmig de la plaça és també típic d'aquestes esglésies. El sostre queda força enlairat amb imposta separada de l'acabament del capitell de les pilastres. Carreus regulars a la façana i irregulars a la resta.

## Història
El darrer prisma afegit al campanar és recent, tal com el mobiliari de l'interior de l'església.
Fou acabada al 1836.